# Grillenburg (Tharandt)

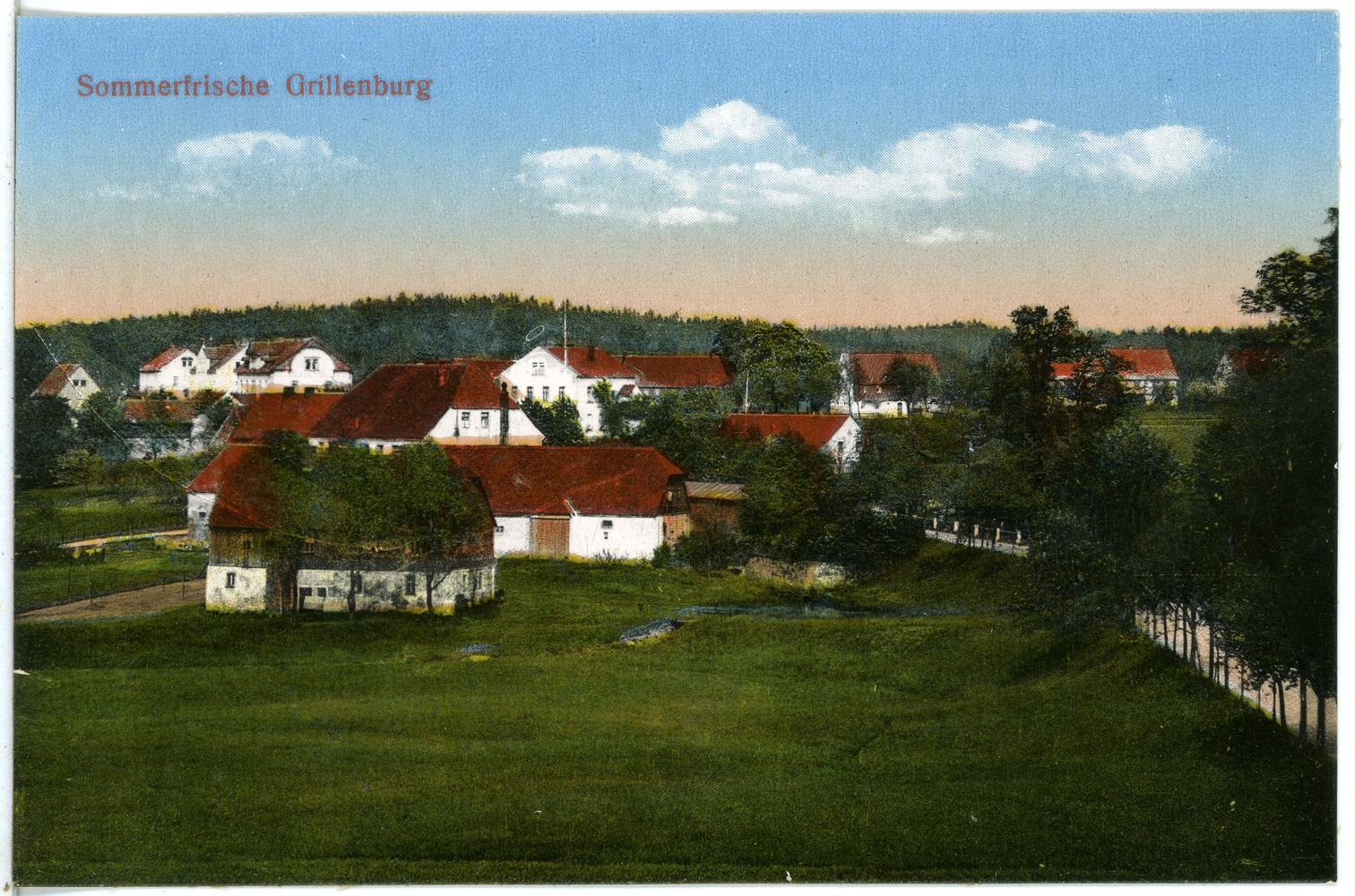
Ortsansicht Grillenburg 1923

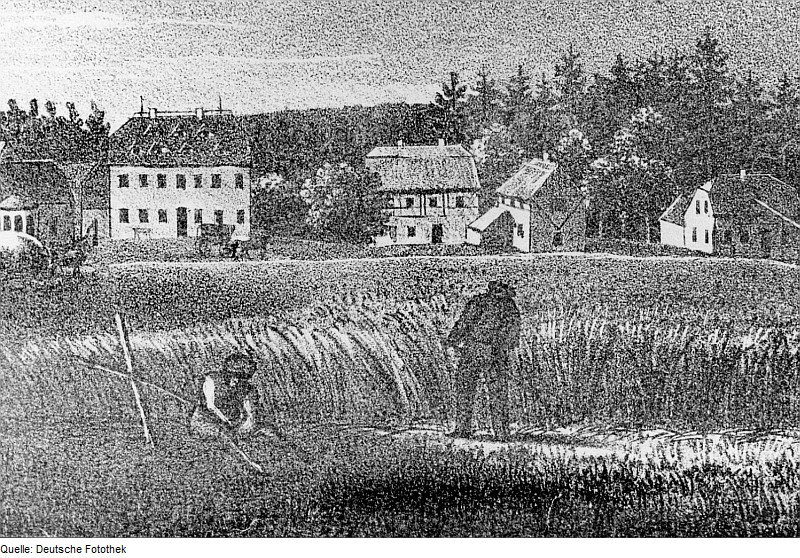
Ortsansicht (Ausschnitt) mit Gasthof (1829), Schmiede (1785) und Chausseehaus (1826), im Vordergrund Schnitter, aus Sachsens Kirchen-Galerie von Hermann Schmidt, 1838, Bd. 2.

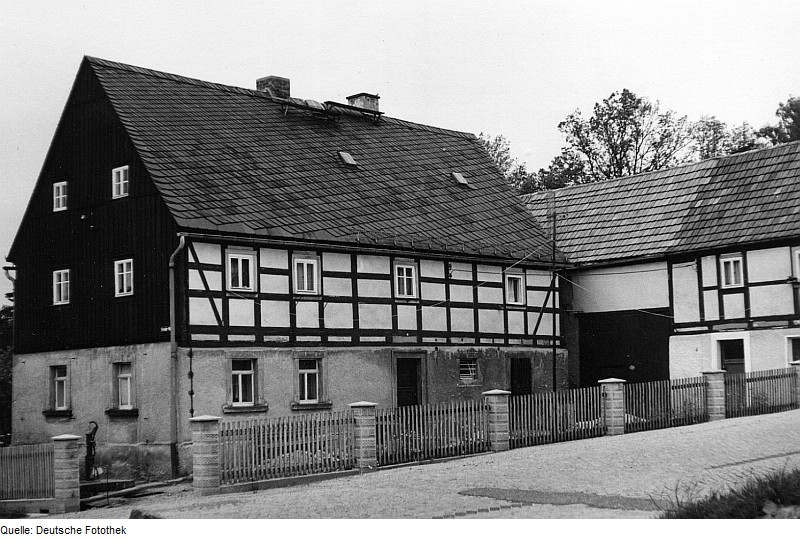
Ehem. Schmiede 1980

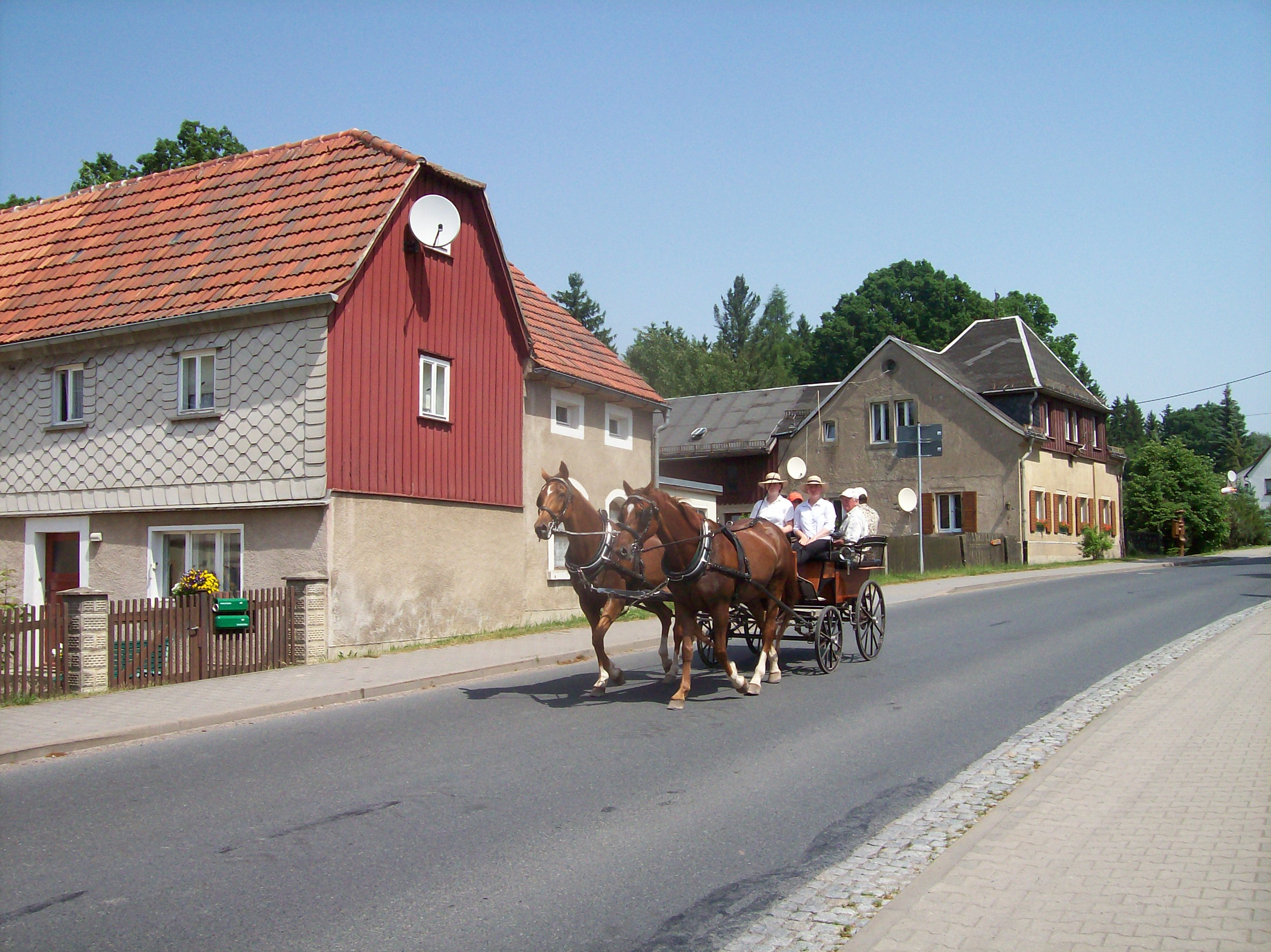
Pferdekutsche an der alten Schmiede und dem ehem. Chausseehaus 2008

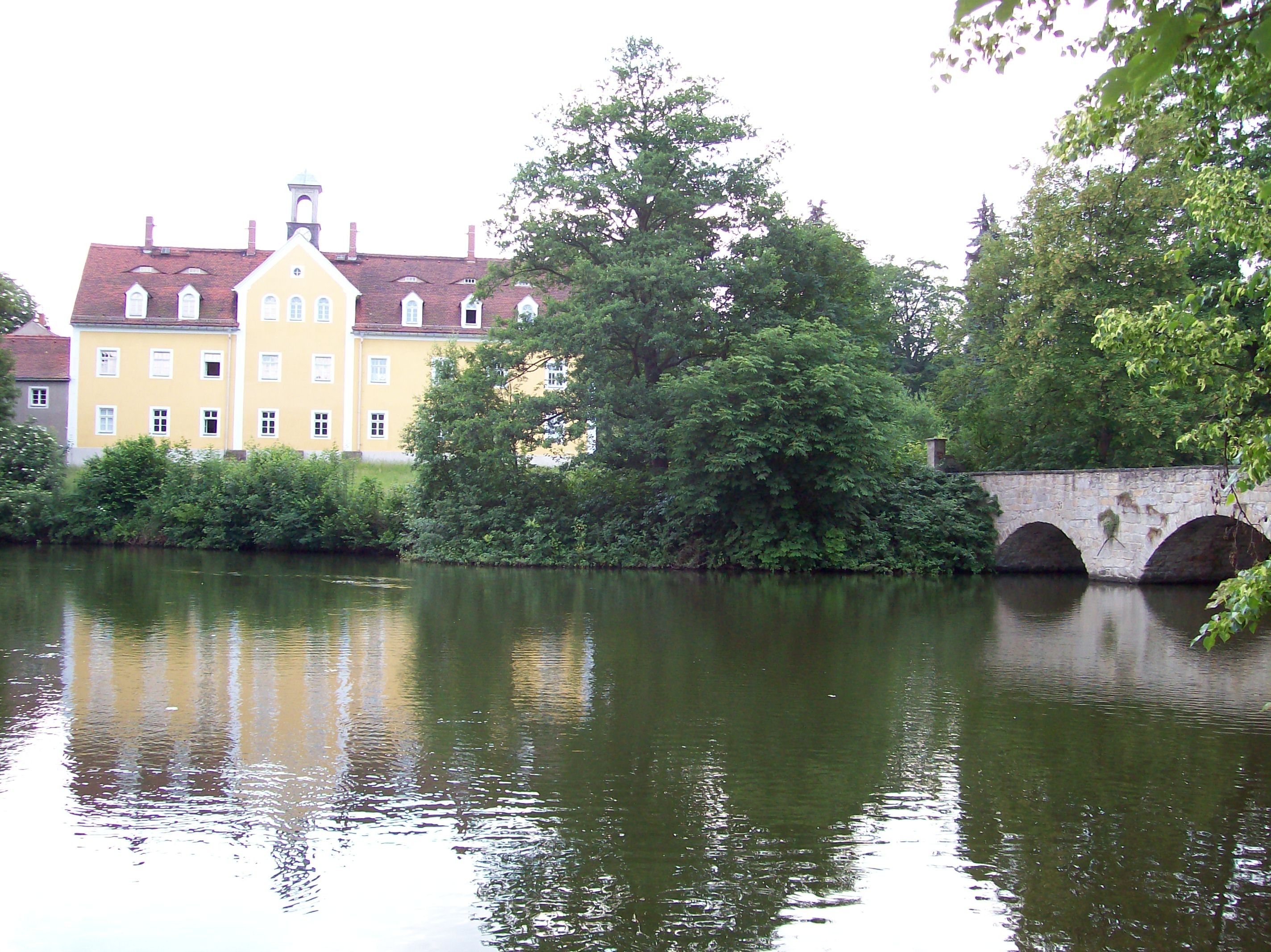
Jagdschloss

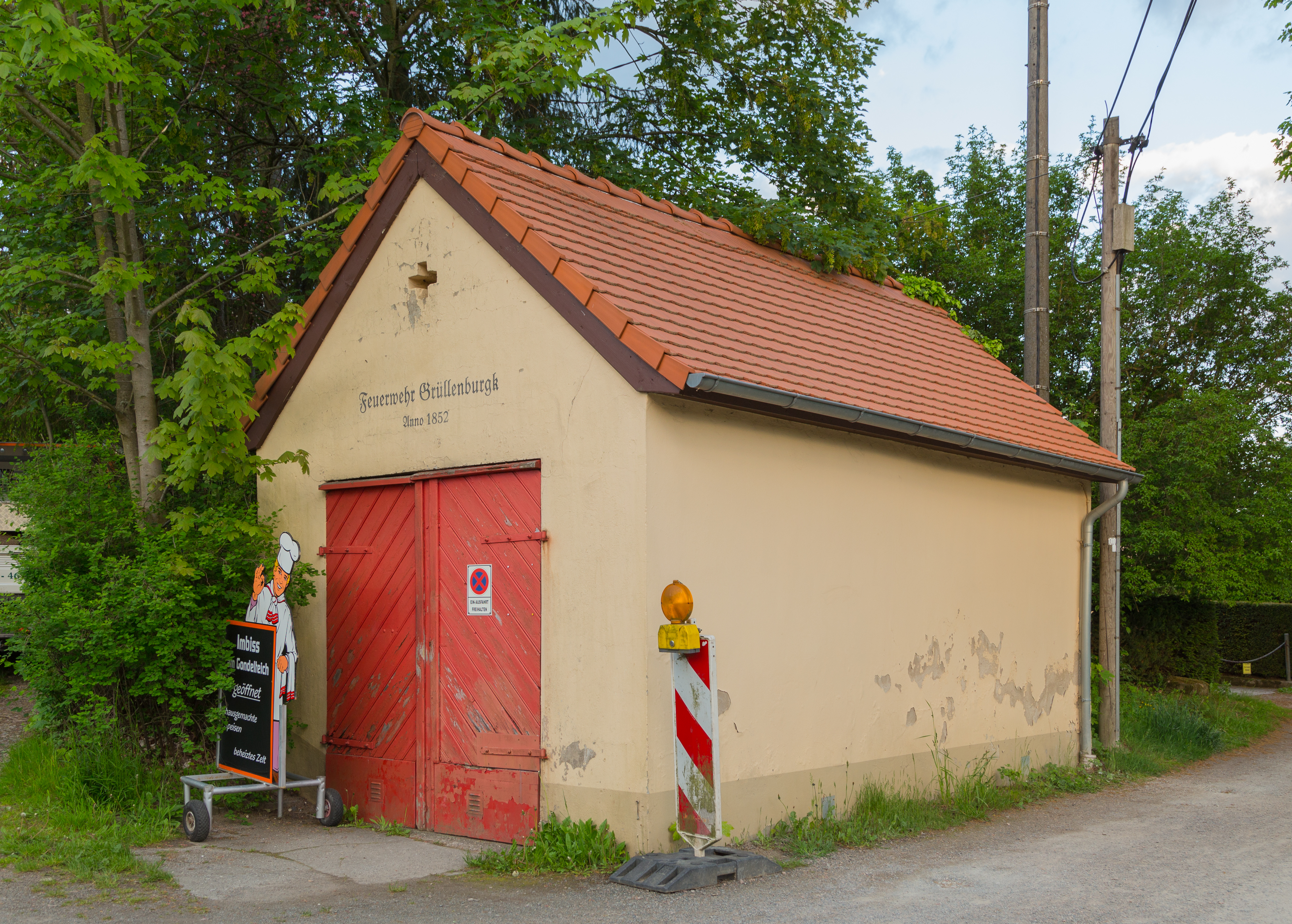
Historisches Spritzenhaus von 1852

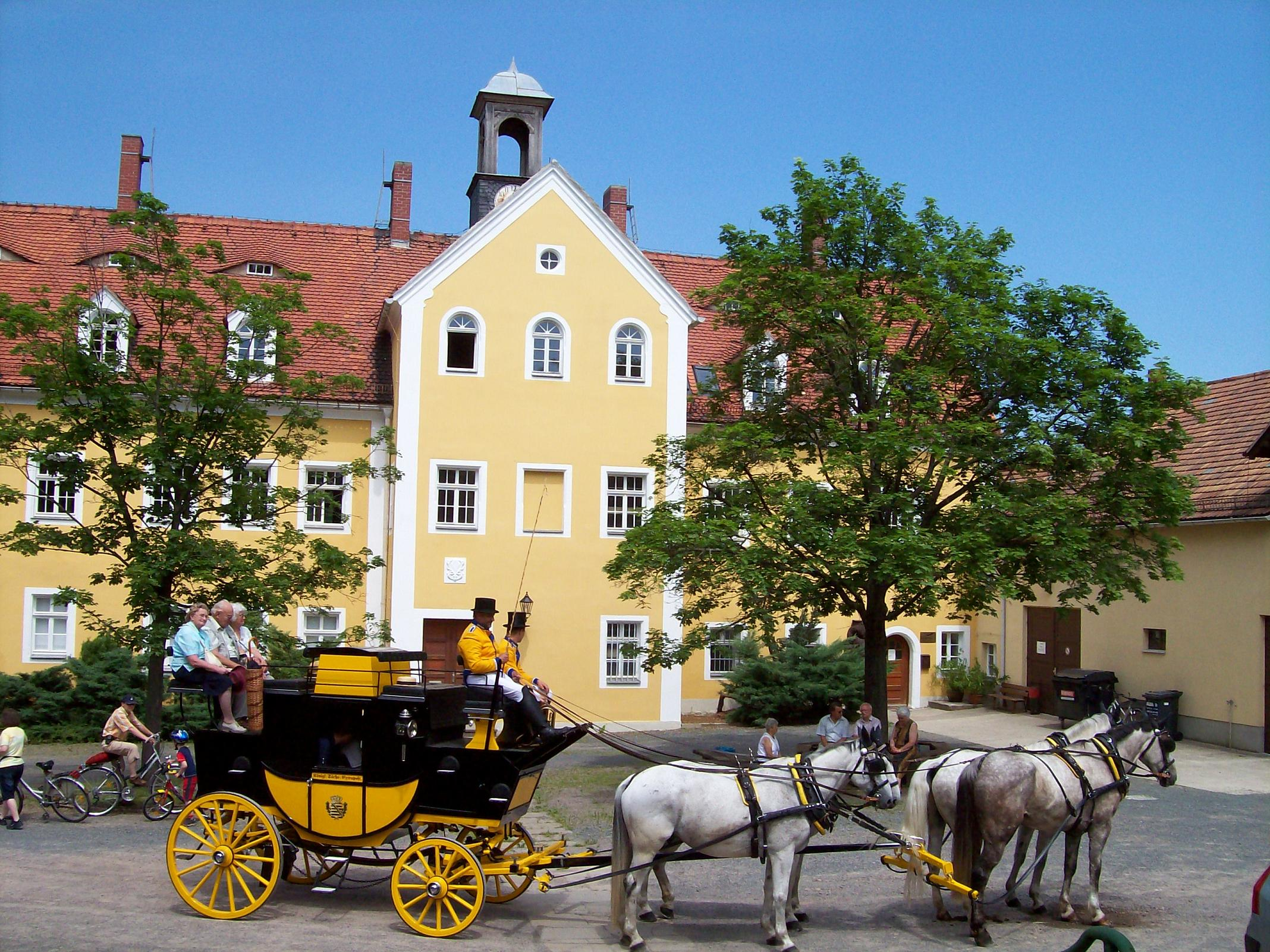
Postkutsche im Schlosshof

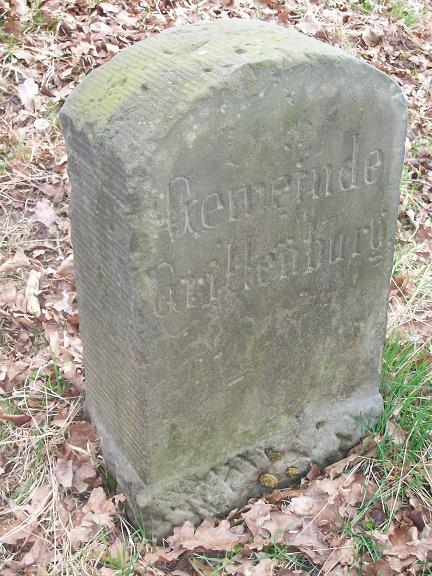
Ortstafel zur Staatsforstgrenze am Grunder Weg

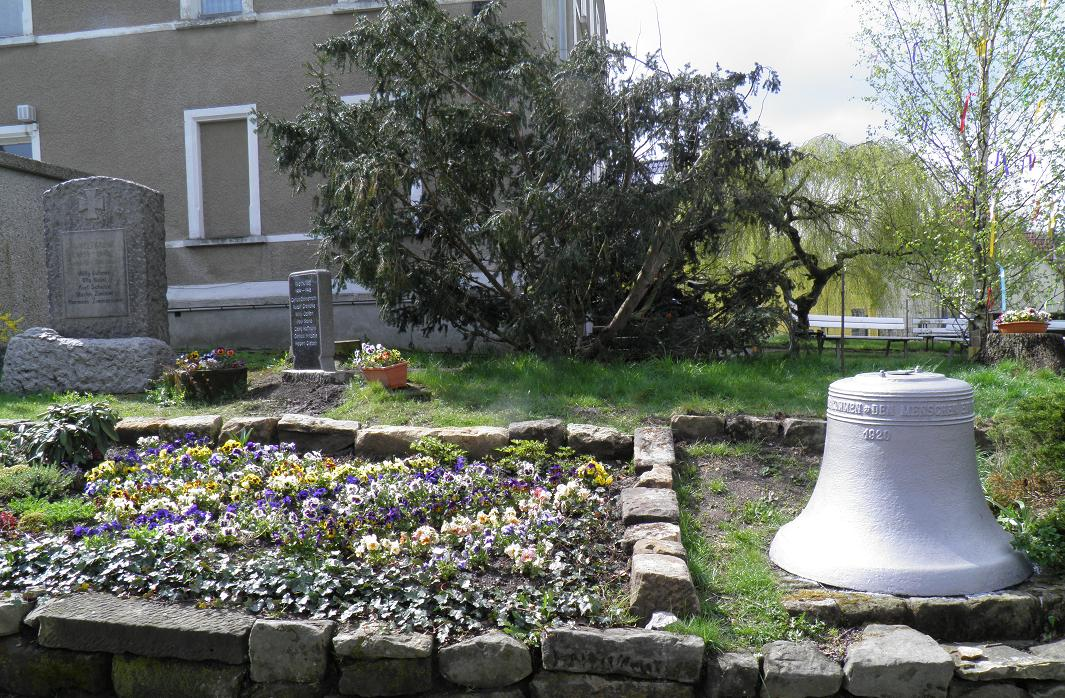
Denkmale von 1928 und 2015 für die Gefallenen des Ersten bzw. Zweiten Weltkrieges sowie ehem. kleine Glocke der Tharandter Bergkirche von 1920 am Gasthaus Zur Alten Schule

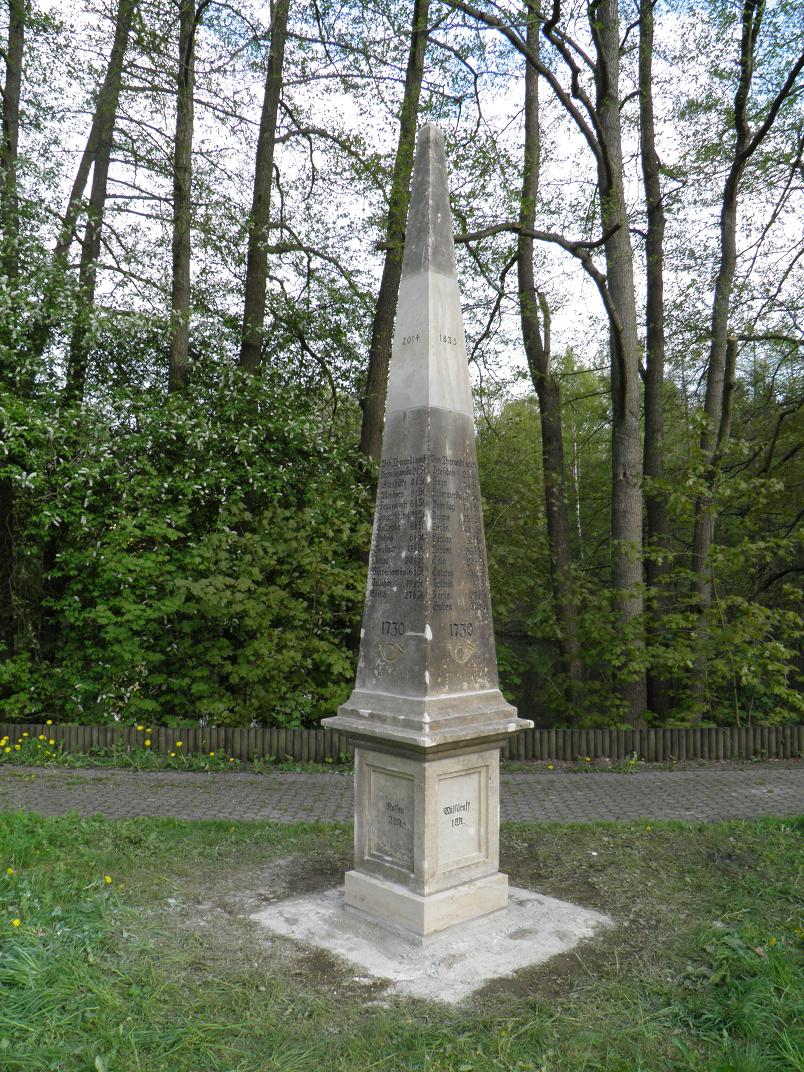
Tharandter Postmeistersäule an der Promenade

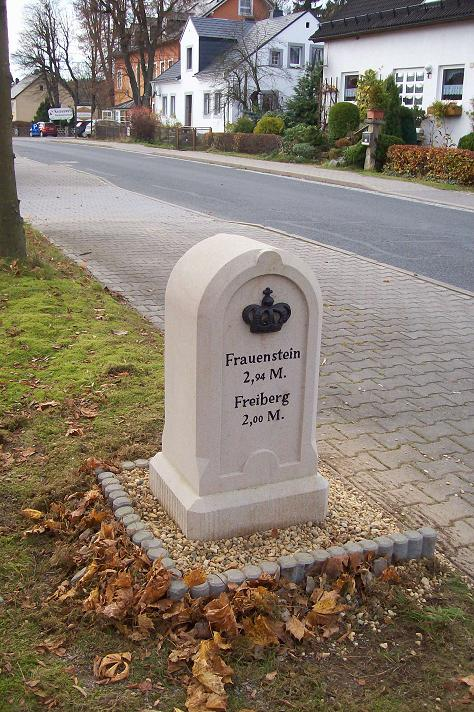
Königlich-sächsischer Ganzmeilenstein am Zentralparkplatz

Grillenburg ist ein Ortsteil der Ortschaft Kurort Hartha in der sächsischen Stadt Tharandt im Landkreis Sächsische Schweiz-Osterzgebirge und bildet eine eigene Gemarkung, die – bis auf das ehemalige Lehrforstrevier Tharandt – auch den Tharandter Wald umfasst (Tharandt-Grillenburger Wald). Auf der Gemarkung Grillenburg befinden sich die vermutete Wüstung Alt-Naundorf sowie der Hetzdorfer Glasschmelzplatz.

## Geografie

### Lage
Grillenburg liegt im Zentrum des Tharandter Waldes. Die am nächsten gelegenen Gemeinden sind Klingenberg und Colmnitz im Süden und Kurort Hartha im Nordosten.

### Geologie
Bei Grillenburg kommt der Grillenburger Sandstein vor, der zu den Niederschönaer Schichten der Elbsandsteine zählt.

## Geschichte
Auf der Grillenburger Lichtung wurde von 1554 bis 1558 auf älteren Grundmauern des 13. Jahrhunderts eine Jagdhausanlage als Sitz des Amtes Tharandt-Grillenburg erbaut. Der Ort entstand erst durch Ansiedlung 1780 auf Betreiben des örtlichen Oberforst- und Wildmeisters als Landgemeinde. 1837 war Grillenburg nach Dorfhain eingepfarrt, heute gehört es zur Pfarre Tharandt. Auch die Schule befand sich bis zum Bau eines eigenen Gebäudes (1877) in Dorfhain. Bis 1827 gehörte Grillenburg zum Amt Grillenburg und ab 1856 zum Gerichtsamt Tharandt. Seit 1875 gehörte Grillenburg zur Amtshauptmannschaft Dresden und ging während der Kreisreform 1952 in den Kreis Freital (später Landkreis) über. Am 1. Januar 1973 wurde Grillenburg per Gesetz nach Kurort Hartha eingemeindet und als Erholungsort staatlich anerkannt. 1994 wurde Grillenburg Teil des aus Landkreis Freital und Landkreis Dippoldiswalde gebildeten Weißeritzkreises. 1999 wurde Grillenburg per Gesetz Teil der Ortschaft Kurort Hartha und Ortsteil der Stadt Tharandt. 2008 ging Grillenburg in den Landkreis Sächsische Schweiz-Osterzgebirge über und im Dezember 2010 erfolgte die erneute staatliche Anerkennung als Erholungsort, was bis 2023 Bestand hatte. 2014 nahm Grillenburg erfolgreich am Kreiswettbewerb Unser Dorf hat Zukunft teil.

### Namensgeschichte
1557 war Grillenburg als Gryllenburg bekannt bzw. 1560 als Grüllenburg, 1564 als Grillenberg. Ab 1592 wurde der Ort als Grillenburgk oder Nawbaw erwähnt und 1660 wieder als Grüllenburg. 1791 hieß es Grillenberg und wurde schließlich 1875 wieder als Grüllenburg bezeichnet. Der Ortsname leitet sich nach einem Gedicht von 1558 davon her, dass sich dort der Kurfürst August I. von Sachsen als Bauherr der Jagdhausanlage Grillenburg auf der Jagd seine Grillen im Sinne von Sorgen nach dem Tod seines Bruders Moritz vertreiben wollte.

### Entwicklung der Einwohnerzahl
| Jahr | Einwohnerzahl |
| ---- | ------------- |
| 1816 | 6 Häusler     |
| 1834 | 79            |
| 1871 | 141           |
| 1890 | 168           |
| 1910 | 190           |
| 1925 | 161           |
| 1939 | 175           |
| 1946 | 265           |
| 1950 | 311           |
| 1964 | 310           |
| 2013 | 111           |
| 2017 | 120           |

### Feuerlöschwesen
Das historische Spritzenhaus am Schlossteich in Grillenburg beherbergte einst eine der drei Grillenburger Feuerwehren. Im Jahr 1803 schaffte die Gemeinde ihre erste Feuerspritze an, die im Jagdhaus untergestellt wurde und dort 1806 ihr erstes Spritzenhaus erhielt. Ab dem Jahr 1837 standen auch der Revierförsterei Grillenburg (Seerenteichstraße 13) und ab 1843 der Chausseegeld-Einnahme (Hauptstraße 14) aufgrund der unterschiedlichen Zuständigkeiten je eine eigene Handdruckspritze zur Verfügung. Grillenburg dürfte damit eine feuerwehrgeschichtliche Einmaligkeit darstellen, denn der Ort hatte damals nur 79 Einwohner und drei Feuerwehren.
Das restaurierte Spritzenhaus der Feuerwehr entstand 1852 und dient heute als Lager für den Pächter des Gondelbetriebes auf dem Schlossteich. Die historische Inschrift Feuerwehr zu Grüllenburgk. 1852. erinnert daran, dass der Ort erst seit 1895 amtlich Grillenburg heißt. Eine Handdruckspritze aus der Zeit um 1900 als Dauerleihgabe des Staatsforstbetriebes erinnert bis heute im Ort an die Anfänge des Feuerlöschwesens. 1942 wird erstmals die Pflichtfeuerwehr erwähnt, die man 1948 mit einem Tragkraftspritzenanhänger (TSA) ausrüstete und 1949 in eine Freiwillige Feuerwehr umwandelte.
Die Technik der auch nach der Gemeindegebietsreform weiter bestehenden Kommandostelle der Feuerwehr Grillenburg bestand bis 2014 aus einem neueren TSA von 1972 mit einer Tragkraftspritze (TS 8/8) von 1969, ausgestattet mit einem gebremsten Stützrad für das innerörtliche Bewegen ohne Zugfahrzeug. Der TSA wurde bis 1990 von einem Staatsforstfahrzeug und danach von einem Fahrzeug der örtlichen GKNZ Waldpflege GmbH zum Einsatzort gezogen und war seit 1988 in einem Anbau des ehemaligen Schulhauses von 1877 (Gasthaus Zur Alten Schule) untergebracht. Ausreichend Löschwasser ist durch die Teiche um das Jagdschloss Grillenburg und einen als Löschwasserzisterne gefluteten Luftschutzbunker von 1956 im Ort vorhanden. Im Sommer 2014 erhielt die Freiwillige Feuerwehr ein Tragkraftspritzenfahrzeug (TSF) und zog zur ehemaligen Forstausbildungsstätte um. Die dortigen Garagen dienten 2014 bis 2025 als Feuerwehrhaus. Im Mai 2025 wurde mit dem TSF das neue Feuerwehrgerätehaus am Dorfgemeinschaftshaus "Alte Schule" bezogen. Der TSA wurde zeitgleich an das Feuerwehrmuseum in Roßwein übergeben.

## Veranstaltungen
- Weihnachtsbaumverbrennen Ende Januar/Anfang Februar
- Osterbaumsetzen am Gründonnerstag am Dorfgemeinschaftshaus
- Walpurgisfeier im Jugendfreizeithof Chance ’93 und Maibaumsetzen/Hexenfeuer am Dorfgemeinschaftshaus am 30. April
- Aktionstag Mal wieder Wald und Holz sehen im Versuchs- und Lehrobjekt (VLO) Hetzdorf (Gemarkung Grillenburg)
- Sommersonnenwendfeuer im Juni
- Oldtimermotorradtreffen Grillenburger Dreieck – 1. Sachsenring im Juli
- Chorsingen am Mittelpunkt Sachsens im September
- Fischfest zum Abfischen des Schlossteiches im November
- Weihnachtsbaumsetzen am Dorfgemeinschaftshaus am 1. Advent
- Wintersonnenwendfeuer im Dezember

## Sehenswürdigkeiten
- Jagdschloss und Neues Jägerhaus
- Grillenburger Teiche mit Gondelerlebnis und Naturwaldbad
- Walderlebnis mit Abenteuer-, Holz-, Sinnes und Forstlehrpfad sowie Wildgatter
- Ruine des Wohnhauses der ehemaligen Mühle mit Remise am Gasthaus Waldhof
- Musterhafte ehem. Forstliche Ausbildungsstätte mit Internat und Waldarbeitersiedlung am Buchackerweg aus den 1950er Jahren
- Kriegerdenkmale Erster Weltkrieg von 1928 und Zweiter Weltkrieg von 2015 sowie ehem. kleine Glocke der Tharandter Kirche von 1920 am Dorfgemeinschaftshaus, ehem. Schule von 1877
- Nachbildung der Tharandter Postmeilensäule von 1964 als Postmeistersäule des 19. Jh. an der Promenade
- Nachbildung eines Königlich-sächsischen Ganzmeilensteines aus der Zeit um 1860 am Zentralparkplatz
- Nachbildung einer Armsäule aus dem 18. Jh. am Dorfgemeinschaftshaus (im Wechsel mit Oster-, Mai- und Weihnachtsbaum)
- Geografischer Mittelpunkt Sachsens auf der Gemarkung Grillenburg im Tharandter Wald (Tännichtgrund/Diebskammer)
- Geotop Am Flügel Jägerhorn, zugleich Flächennaturdenkmal, ca. 1000 m westlich der Ortslage: ehemaliger Sandsteinbruch (Abbau des Grillenburger Sandsteins, verwendet z. B.  für die Goldene Pforte des Freiberger Domes und die Naumburger Stifterfiguren), eindrucksvoller geologischer Aufschluss mit verschiedenen Schichten des Elbsandsteins (Oberkreide, Cenoman) und Erläuterungstafel
- Landschaftsschutzgebiet Tharandter Wald – schönster Wald Sachsens, seit 2015 Kerngebiet des Geoparks Sachsens Mitte

## Persönlichkeiten
- Wilhelm Friedrich Lingke (* 29. Mai 1784 in Grillenburg; † 10. Juni 1867 in Freiberg), Königlich-Sächsischer Bergmechanikus und Freimaurer in Freiberg, Inhaber des Ehrenkreuzes des Königlich-Sächsischen Albrechts-Ordens
- Bernhard Hantzsch (* 12. Januar 1875 in Dresden; † wahrscheinlich Ende Mai/Anfang Juni 1911 in Kanada auf der Baffininsel), Lehrer in Grillenburg und Dresden sowie Ornithologe und Arktisforscher; Namenspatron der Grundschule Kurort Hartha
- Hugo Göpfert Architekt; Stifter des Erholungsheimes der Hugo-Göpfert-Stiftung in Grillenburg (heute Wohnhaus) und des Hugo-Göpfert-Preises der Akademie der Künste in Dresden

## Verkehr
Grillenburg wurde zunächst durch die Hohe Straße Freiberg – Dohna, die alte Meißner Straße zwischen Meißen und Böhmen sowie den Fürstenweg im Zuge der Frankenstraße (heute: Sächsischer Jakobsweg) überregional erschlossen. 1828 erfolgte der Bau der Dresden-Freiberger-Chaussee durch den Tharandter Wald und 1832–62 die Führung des Postkurses Dresden – Freiberg (– Nürnberg) über diese Trasse. Heute liegt der Ort an der Staatsstraße 194 (Teil der Ferienstraße Sächsisch-Böhmische Silberstraße), wo die Staatsstraße 189 von Klingenberg-Colmnitz kommend in die Staatsstraße 194 mündet. Beide Straßen waren Teil des Grillenburger Dreiecks, auf dem 1927–1933, zuletzt als 1. Sachsenring, Motorradrennen ausgetragen wurden. Grillenburg ist durch die Buslinien des Regionalverkehrs Sächsische Schweiz-Osterzgebirge an den öffentlichen Personennahverkehr des Verkehrsverbundes Oberelbe angebunden. Dazu gehörte 1935/58-2012 auch die Linie Dresden – Annaberg. Die nächsten Bahnhöfe sind Klingenberg-Colmnitz und Tharandt. Der nächste Flughafen ist der Flughafen Dresden.